# Hayate the Combat Butler
Hayate no gotoku! (яп. ハヤテのごとく! Хаятэ но готоку), или Hayate the combat butler — японская манга, автором которой является Кэндзиро Хата (яп. 畑健二郎 Хата Кэндзиро). Манга получила большую популярность, общее количество проданных экземпляров превысило 10 млн., по сюжету манги были написаны ранобэ, несколько компьютерных игр, а также два сезона аниме. Первый сезон аниме-сериала («Hayate no gotoku!») транслировался с апреля 2007 по март 2008 года (52 серии), второй сезон («Hayate no gotoku!!») — с апреля по сентябрь 2009 года (25 серий).

## Название
Оригинальное японское название представляет собой игру слов: Хаятэ — это имя главного героя, при этом выражение «хаятэ-но готоку» (яп. 疾風の如く) можно перевести, как «быстрый, подобно вихрю». Поскольку при переводе на другие языки эта игра слов не сохраняется, произведение снабжено также английским подзаголовком «Hayate the combat butler», то есть «Хаятэ, боевой дворецкий». При переводе названия на другие языки, например, на русский, часто используется именно английский вариант.

## Жанр

### Пародия
Первый сезон аниме носит пародийный характер, в некотором роде сюжет похож на смесь Excel Saga и Zero no Tsukaima. В большинстве серий множество отсылок к известным аниме, персонажи часто иронизируют по поводу абсурдности привычных для аниме ситуаций, обращаются напрямую к зрителю и диктору, обсуждают собственные роли и читают мангу «Hayate no gotoku!» про самих себя.

### Отсылки
Одной из главных особенностей сюжета являются отсылки к другим аниме и аспектам популярной культуры. Персонажи, часто сравнивают происходящее с персонажами или событиями других аниме, в кадре появляются бюсты изображающие разных героев, также используются другие намёки на популярных персонажей или известные сюжетные повороты. Как правило, персонажи делают отсылки прямым текстом, произнося вслух либо название другого произведения, либо имена героев. Такие моменты «запикиваются» цензурой.

## Сюжет
Аясаки Хаятэ был шестнадцатилетним японским школьником. Помимо учёбы ему приходилось много работать, поскольку его родители не работали, и вообще вели расточительный образ жизни. Однажды, под Рождество, они уехали из города, продав Хаятэ якудза и оставив ему в качестве «подарка» долг в размере 156 804 000 йен. По возвращении домой за ним пришли якудза, и Хаятэ пришлось срочно бежать из дома. В отчаянии он решил похитить какую-нибудь богатую девочку, чтобы потом потребовать за неё выкуп. Тем паче, что как раз подвернулась подходящая, незнакомая ему тогда, девочка — Наги из неимоверно богатого семейства Сандзэнъин. Хаятэ попытался вежливо объяснить Наги, что он хочет её похитить, но она поняла его неверно, решив, что он признался ей в любви. С появлением настоящих похитителей и после встречи с Марией, горничной Наги, Хаятэ решил спасти девочку. После спасения, он попросил Наги найти ему работу. Так он стал её дворецким.

## Персонажи

### Поместье Сандзенъин
Хаятэ Аясаки (яп. 綾崎 ハヤテ Аясаки Хаятэ) — дворецкий семьи Сандзэнъин, вынужденный работать с девяти лет, чтобы обеспечить долги своих родителей. Полученный опыт сильно пригодился Хаятэ на должности дворецкого, делая его практически совершенным работником. Его родители были мошенниками и азартными игроками. О местонахождении старшего брата, которого он не видел уже десять лет, ничего не известно. Распутная жизнь привела его родителей к накоплению огромного долга и они продали своего сына якудза, как оплату своего долга в 150 миллионов йен. Госпожа Наги несколько компенсировала никудышную жизнь Хаятэ, устроив его в элитную академию Хакуо. Живя в особняке, Хаятэ по-прежнему сохраняет аскетичный образ жизни, а его комната выглядит пустой и бедной. Окружающие часто говорят что на лице у Хаятэ написано «бедняк» и «неудачник до мозга костей», многие называют его «дворецкий в долгу». Суровое детство сделало Хаятэ человеком, непонимающим чувства девушек, и своих ошибок в общении с ними. Однако Хаятэ искренне полагает, что его любят дети, притом к детям он относит, не только друзей Наги, но и её саму, пытаясь каждый раз подать ей хороший пример и поставить на верный путь, как это полагается хорошему дворецкому. Несмотря на то, что он не испытывает романтического интереса к своей госпоже, он зачастую, совершенно случайно, говорит вещи, которые заставляют её краснеть и думать, что Хаятэ её любит. Однако, юный дворецкий влюбляется в более зрелую девушку Марию, с момента их первой встречи. Хаятэ, впрочем, не показывает своих чувств, а Мария пока не отвечает взаимностью, не думая о противоположном поле вообще. Хаятэ оказывается отличным дворецким, способным управиться с любой работой. Способен в любой момент прийти на помощь Наги (или кому-нибудь другому). В моменты, когда Наги нужна его помощь, способен управляться с любым оружием и выдерживать сильнейшие нагрузки. Работая курьером, обнаружил у себя способность чрезвычайно быстрой езды на велосипеде.
Имя «Хаятэ» созвучно иероглифам, означающим «шторм» (яп. 疾風).
Сэйю: Сираиси Рёко
Наги Сандзэнъин (яп. 三千院　ナギ Сандзэнъин Наги) — 13-летняя владелица поместья в Токио, наследница состояния семьи Сандзенъин. Вспыльчивая, ревнивая, разбалованная, однако добрая и милая. Типичная представительница архетипа «цундэрэ». Увлекается мангой, аниме и видеоиграми. Рисует собственную мангу, сюжет которой кроме самой Наги способна понять только её подруга Исуми. Влюблена в Хаятэ, но не способна в этом ему признаться. Из-за того, что большую часть жизни Наги провела в своём поместье, она не любит лишний раз выходить за его пределы. Не способна сама позаботиться о себе и не знает многих элементарных вещей. Не способна сходить в магазин или воспользоваться общественным транспортом. Ужасно готовит, но постоянно предпринимает попытки накормить кого-либо блюдом собственного приготовления. До смерти боится темноты и спит с включённым светом.
До встречи с Хаятэ Наги практически не ходила в школу, не развлекалась ничем кроме компьютерных игр и вела себя замкнуто. Не выходила на улицу, опасаясь похитителей и прочих опасностей. Постепенно стала «хикикомори». После встречи с Хаятэ сильно изменилась. После того, как Хаятэ перешёл в школу Хакуо, стала вместе с ним посещать занятия. Будучи под защитой Хаятэ, перестала опасаться многих опасностей, связанных с её высоким положением и огромным состоянием. Несмотря на лень и нежелание учиться, имеет хорошие оценки и знает 8 языков.
Имя «Наги» созвучно иероглифу, означающему «спокойствие» или «затишье» (яп. 凪).
Сэйю: Риэ Кугимия
Мария (яп. マリア Мариа) — 17-летняя горничная в доме Сандзэнъин, подруга Наги. Очень умный и проницательный человек, она знает о настоящей причине, по которой Хаятэ встретился с Наги, но молчит об этом. Выглядит и ведёт себя старше своих лет, из-за чего периодически напоминает остальным о её настоящем возрасте.
Сэйю: Риэ Танака
Сэйсиро Клаус (яп. 倉臼 征史郎 Кураусу Сэйсиро:) — 58-летний главный дворецкий семьи Сандзенъин. Изначально был против того, чтобы Хаятэ стал дворецким, однако вскоре был вынужден согласиться. Являясь дворецким старой закалки, постоянно поучает молодого Хаятэ. Относится к работе дворецкого с фанатизмом. Часто грозится уволить Хаятэ, чему всегда препятствует Наги. Завидует Хаятэ, но не подаёт виду.
Сэйю: Кэнта Миякэ
Тама (яп. タマ Тама) — ручной белый тигр, живущий в доме Наги в качестве домашнего животного. Умеет говорить, но об этом знает только Хаятэ. Был найден Наги малышом в Африке 8 лет назад, куда она поехала вскоре после смерти матери, но так как «в Африке тигров нет», он был признан котёнком.
Сэйю: Дзюрота Косуги
Аканэ Химэгами (яп. 姫神 茜 Химэгами Аканэ) — Бывший боевой дворецкий семьи Сандзэнъин. Был уволен ещё до событий сериала. Весьма странный молодой человек, приблизительно одного возраста с Марией и Хаятэ. По собственным словам, славится методом «око за око», что и послужило причиной неприязненных отношений между ним и его хозяйкой. Любит бананы и высокие места. Искренне верит в существование НЛО и прочие сверхъестественные вещи, хотя в разговоре этой темы практически никогда не касается. Скрытен. Присутствует в обоих опеннингах первого сезона. Его боевые навыки довольно хорошо развиты, Химэгами превосходит тут не только Хаятэ, но и возможно всех остальных боевых дворецких сериала. Знает огромное количество спецприемов дворецких. В самом же сериале Химэгами появляется только в 38 эпизоде защищая Наги и Хаятэ от нападения, где он уже носит маску и просит называть его «Princess God», что является дословным переводом его фамилии («Химэгами» состоит из иероглифов «химэ» — принцесса и «ками» — бог). Само же его лицо показывается только начиная со вступления в 40 серии. В дальнейшем этот персонаж не появляется.
Сэйю: Мицуо Ивата

### Друзья Наги
Сакуя Айдзава (яп. 愛沢 咲夜 Айдзава Сакуя) — двоюродная сестра Наги из Кансая. Как и Наги, очень богата, избалована, эгоистична и не умеет проигрывать. Дольше всех остальных знает Наги. Старший ребёнок в семье с тремя младшими сёстрами и одним младшим братом. Любит заявляться в поместье к Наги без предупреждения. Увлекается жанром «стендап». Считает своим долгом, как персонажа комедии, развлекать зрителей своими шутками, к чему приобщает и Хаятэ. Носит всегда при себе складной веер, однако пользуется им в основном вместо дубинки. 
Сэйю: Кана Уэда
Исуми Сагиномия (яп. 鷺ノ宮 伊澄 Сагиномия Исуми) — лучшая подруга Наги, с которой познакомилась давным-давно на торжественном приёме. Единственная, кто оценил мангу, написанную Наги, что и положило начало дружбе. Как и Наги, Исуми из очень богатой семьи. В отличие от Наги, Исуми очень скромна, вежлива и спокойна. Разговаривает всегда тихим и спокойным голосом. Очень добрая, хорошо готовит. Ужасно ориентируется и способна заблудиться даже в собственном доме, из-за чего почти всегда находится в сопровождении охранников либо друзей. Так же как и Наги, плохо разбирается в элементарных вещах. Не умеет пользоваться ни мобильным телефоном, ни торговыми автоматами. Владеет способностями к изгнанию духов и зачастую практикует экзорцизм. В одежде предпочитает традиционное японское кимоно.
Сэйю: Мию Мацуки
Ватару Татибана (яп. 橘 ワタル Татибана Ватару) — жених Наги. Был с ней обручён в глубоком детстве по решению родителей для того, чтобы решить финансовые проблемы семьи. Живёт и работает в магазине видео-проката в Токио, который является последним видео-прокатом семьи Татибана и некоторое время был на грани банкротства. Его мечта — возродить семейный бизнес и заработать состояние больше, чем у Наги. Относится к помолвке с Наги безразлично, считая, что всё-равно в будущем сам выберет себе невесту. Влюблён в Исуми. К Хаятэ поначалу относится негативно, но потом старается брать с него пример.
Сэйю: Марина Иноуэ

## Музыка

### Hayate no gotoku!
Открывающие темы
- «Hayate no Gotoku!» (ハヤテのごとく！): серии 1-26

Исполняет KOTOKO
- «Shichiten Hakki*Shijō Shugi»(七転八起☆至上主義): серии 27-52

Исполняет KOTOKO
Закрывающие темы
- «Proof»: серии 1-13

Исполняет MELL
- «Get my way!»: серии 14-26

Исполняет Мами Кавада
- «Chasse»: серии 27-39

Исполняет Каору Утацуки
- «Ki no Me Kaze» (木の芽風): серии 40-52

Исполняет IKU

### Hayate no gotoku!! OVA
Закрывающая тема
- «Steppin`»

Исполняет Ито Сидзука

### Hayate no gotoku!! TV-2
Открывающие темы
- «Wonder Wind»: серии 1-17

Исполняет ELISA
- «Daily-daily Dream»: серии 18-25

Исполняет KOTOKO
Закрывающие темы
- «Honjitsu, Mankai Watashi Iro!» (本日、満開ワタシ色！): серии 1-17

Исполняют Сидзука Ито, Эри Накао, Саюри Яхаги, Масуми Асано
- «Karakoi ~Dakara Shoujo wa Koi wo Suru~ » (カラコイ～だから少女は恋をする～): серии 18-25

Исполняют Кугимия Риэ, Сирайси Рёко

### Gekijouban Hayate no Gotoku! Heaven is a Place on Earth
Открывающие темы
- «Bokura, Kake Yuku Sora e» (僕ら、駆け行く空へ)

Исполняет Ямадзаки Харука
Закрывающие темы
- «Invisible Message»

Исполняет ELISA
- «Heaven is a Place on Earth»

Исполняют FripSide, Нандзё Ёсино

### Hayate no Gotoku! Can't Take My Eyes Off You TV-3
Открывающие темы
- «Can`t Take My Eyes Off You»: серии 1-12

Исполняет Eyelis
Закрывающие темы
- «Koi no Wana» (恋の罠): серии 1,2, 4-11

Исполняет Ямадзаки Харука
- «Yoki Shoujo no Tame no Pavane» (善き少女のためのパヴァーヌ): серия 3

Исполняет Ямадзаки Харука
- «Here I Am, Here We Are»: серия 12

Исполняют Сирайси Рёко, Кугимия Риэ, Ямадзаки Харука

### Hayate no Gotoku! Cuties TV-4
Открывающие темы
- «Haru Ulala Love yo Koi!!!» (春ULALA♥LOVEよ来い!!!): серии 1-12

Исполняет Ито Сидзука
Закрывающие темы
- «Heroine wa Koko ni Iru!» (ヒロインはここにいる!): серия 1

Исполняет Сирайси Рёко
- «Asterisk» (アスタリスク): серия 2

Исполняет Кугимия Риэ
- «Isogaba Smile!» (急がばスマイル!): серия 3

Исполняет Уэда Кана
- «Manmaru Kakurenbo» (まんまるかくれんぼ): серия 4

Исполняет Мацуки Мию
- «Daikirai wa Koi no Hajimari» (ダイキライは恋のはじまり): серия 5

Исполняет Ито Сидзука
- «Nano Kiss» (ナ・ノ・キ・ス): серия 6

Исполняет Яхаги Саюри
- «Tsuki no Inori» (月の祈り): серия 7

Исполняет Ямадзаки Харука
- «Walkin`»: серия 8

Исполняет Такахаси Микако
- «Poker Face for All»: серия 9

Исполняет Фудзимура Аюми
- «Yakusoku» (約束): серия 10

Исполняет Танака Риэ
- «Suiyoubi no Sunday» (水曜日のサンデー): серия 11

Исполняет Хикаса Ёко
- «Invitation ~Kimi to Iru Basho de~ » (Invitation 〜君といる場所で〜): серия 12

Исполняют Сирайси Рёко, Кугимия Риэ, Танака Риэ
Исполняют Сирайси Рёко, Кугимия Риэ, Ямадзаки Харука